# لئون ژنژامبر
لئون ژنژامبر (فرانسوی: Léon Gingembre‎; ۳۰ ژوئن ۱۸۷۵ – ۱۳ اکتبر ۱۹۲۸) دوچرخه‌سوار اهل فرانسه بود.